# Anoplocheilus figuratus
Anoplocheilus figuratus är en skalbaggsart som beskrevs av Karl Henrik Boheman 1857. Anoplocheilus figuratus ingår i släktet Anoplocheilus och familjen Cetoniidae. Inga underarter finns listade i Catalogue of Life.